# Championnat de France féminin de handball de deuxième division
Le Championnat de France féminin de handball de deuxième division est compétition de clubs féminins de handball en France. Il s'agit du deuxième niveau en France de cette discipline derrière la Division 1.

## Formule de la compétition
La compétition est ouverte aux douze clubs ayant acquis leur participation par leur classement au terme de la saison précédente. Ces clubs sont réunis en une poule unique de 12. Les clubs se rencontrent en matches aller-retour sur deux mi-temps de trente minutes avec un temps de pause de quinze minutes. Le classement s'effectue selon les modalités prévues au règlement général des compétitions nationales, à savoir 3 points pour un match gagné, 2 points pour un match nul et 1 point pour un match perdu.
Le club classé à la première place à l'issue de la compétition est champion de France de Division 2.

## Voie d'accession au professionnalisme (VAP)
En vigueur depuis la saison 2012-13, le dispositif de Voie d'accession au professionnalisme (VAP) vise à baliser et sécuriser le chemin vers la première division (LFH). 
Il concerne les clubs de D2F désireux de se structurer encore davantage et qui ambitionnent, à plus ou moins court terme, d'accéder en LFH. Les clubs volontaires peuvent ainsi s'engager dans une étape intermédiaire avec des exigences renforcées de préparation vers la LFH. Comme pour le cahier des charges général, le statut de club VAP est accordé par la Commission Nationale de Contrôle et de Gestion (CNCG), par saison sportive. Il n'y a aucune attribution automatique de ce statut VAP d'une saison sur l'autre, la CNCG restant souveraine pour en décider. 
Ce statut, qui n'a pas de caractère obligatoire et qui est sans incidence sur le classement sportif final de D2F et l'attribution du titre de champion de France de D2F, est toutefois un préalable règlementaire et obligatoire pour une accession en LFH. En effet, seul un club de D2F sous Statut VAP est susceptible de monter en LFH en fin de saison.
Depuis la mise en œuvre du dispositif, les clubs suivants se sont inscrits dans la démarche et ont bénéficié du Statut VAP :
- En 2012-2013 : Angoulême, Bègles, Cergy, Nantes. Nantes, champion de France D2F, a accédé en LFH.
- En 2013-2014 : Cannes, Cergy, Chambray et Dijon, qui a accédé en LFH après avoir été champion de France D2F.
- En 2014-2015 : Besançon, Brest, Cannes et Chambray. Le club de Cannes s’est toutefois retiré volontairement du statut VAP en janvier 2015. Besançon, champion de France D2F, accède en LFH.
- En 2015-2016 : Brest, Celles-sur-Belle et Chambray. En raison du dépôt de bilan de Bègles Bordeaux-Mios Biganos puis du forfait général du HBC Nîmes, les trois clubs VAP accèdent directement à la Division 1 sans passer par des matchs de barrage.
- En 2016-2017 : Bourg-de-Péage et Le Havre ont obtenu le statut VAP. Tous deux ont intégré la LFH pour la saison 2017-18.
- En 2017-2018 : Celles-sur-Belle et St-Amand Porte du Hainaut ont obtenu le statut VAP. Mérignac est champion mais Saint-Amand est promu
- En 2018-2019 : Celles-sur-Belle, Le Havre, et Mérignac handball ont obtenu le statut VAP, Mérignac a intégré la LFH en 2019-20.
- En 2019-2020 : Celles-sur-Belle, Le Havre, Plan de Cuques et St-Amand Porte du Hainaut ont obtenu le statut VAP. Du fait de la pandémie de Covid-19, aucun club n'est relégué de LFH et ainsi, deux clubs au lieu d'un sont promus, Saint-Amand et le Plan-de-Cuques, premiers de leur poule de la première phase.
- En 2020-2021 : Celles-sur-Belles, Le Havre et la Stella Saint-Maur ont obtenu le statut VAP. Celles-sur-Belle, champion, est promu en LFH.
- En 2021-2022 : Saint-Amand, Le Havre et la Stella Saint-Maur ont obtenu le statut VAP. Saint-Amand, champion, est promu en LFH.

## Palmarès
| Saison                                         | Champion                                       | Vice-champion                                  | Troisième                                      | Promu(s) en Division 1                              |
| Championnat de France excellence / Nationale 2 | Championnat de France excellence / Nationale 2 | Championnat de France excellence / Nationale 2 | Championnat de France excellence / Nationale 2 | Championnat de France excellence / Nationale 2      |
| ---------------------------------------------- | ---------------------------------------------- | ---------------------------------------------- | ---------------------------------------------- | --------------------------------------------------- |
| 1971-1972                                      | ASPTT Strasbourg                               | Stade Marseillais UC                           |                                                | ? : Strasbourg, SMUC, ...                           |
| 1972-1973                                      | Troyes OS                                      | HBC Seclin                                     |                                                | ? : Troyes, ...                                     |
| 1973-1974,                                     | ASEA Toulouse                                  | Stade de Vanves                                |                                                | ? : Toulouse, Vanves, Vendôme, SMUC                 |
| 1974-1975                                      | CN Mourenx                                     | CO Arles                                       |                                                | ? : Mourenx, Arles                                  |
| 1975-1976                                      | Stade de Vanves                                | Racing Club de France                          |                                                | ? :                                                 |
| 1976-1977                                      | Stade français                                 | AS Mantes                                      |                                                | ?                                                   |
| 1977-1978                                      | Dreux AC                                       | SC Angoulême                                   |                                                | ? :                                                 |
| 1978-1979                                      | SLUC Nancy                                     | US Dunkerque                                   | AS Brest, ASPTT Nice                           | 4 : Nancy, Dunkerque, Brest et Nice                 |
| 1979-1980                                      | CEP Saint-Nicolas-d'Aliermont                  | US Cagnes                                      | UJLRS Le Mans                                  | 4 : St-Nicolas, Cagnes, Le Mans, Bar-le-Duc         |
| 1980-1981                                      | ASPTT Nice                                     | ASPTT Paris                                    | ?                                              | 5 : Nice, Paris, Mantes, Chemaudin, Villersexel     |
| 1981-1982                                      | SLUC Nancy (2)                                 | SA Mérignac                                    | USM Gagny, Stella Saint-Maur                   | 4 : Nancy, Mérignac, Gagny et Saint-Maur            |
| 1982-1983                                      | Stade français (2)                             | ASPTT Paris                                    | Montpellier UC et UJLRS Le Mans                | 5 : Stade fr., Paris, Montpel., Aix-en-S., Poitiers |
| 1983-1984                                      | US Ivry                                        | La Gauloise                                    | Saint-Louis                                    | aucun, la N1 passe de 18 à 10 clubs                 |
| Nationale 1B                                   |                                                |                                                |                                                |                                                     |
| 1984-1985                                      | Racing Club de France                          | ES Colombes                                    | ASPTT Metz                                     | 2 : Racing CF et Colombes                           |
| 1985-1986                                      | Metz-Marly                                     | CMS Marignane                                  | ASPTT Paris                                    | 3 : Metz, Marignane, Paris                          |
| 1986-1987                                      | Cercle Sportif Laïc Dijonnais                  | US Créteil                                     |                                                | ? : Dijon, Créteil                                  |
| 1987-1988                                      | AC Boulogne-Billancourt                        | HBC Aix-en-Savoie                              | ASPTT Strasbourg                               | 3 : ACBB, Aix, Strasbourg                           |
| 1988-1989                                      | Dreux AC (2)                                   | CMS Marignane                                  | Vallauris HBC                                  | 3 : Dreux, Marignane, Vallauris                     |
| 1989-1990                                      | ASPTT Strasbourg (2)                           | Poule finale commune avec 6 clubs de N1A       | Poule finale commune avec 6 clubs de N1A       | 2 : Bouillargues, Pontault-C.                       |
| 1990-1991                                      | Marignane Handball                             | Poule finale commune avec 6 clubs de N1A       | Poule finale commune avec 6 clubs de N1A       | 2 : Bègles/ASPOM, Béthune                           |
| 1991-1992                                      | Décines HBC                                    | SA Mérignac (2)                                |                                                | 2 : Décines HBC, Mérignac                           |
| Nationale 1                                    |                                                |                                                |                                                |                                                     |
| 1992-1993                                      | ES Colombes                                    | FSE Achenheim                                  | US Mios                                        | 2 : Colombes, Achenheim                             |
| 1993-1994                                      | US Mios                                        | UODL Tassin-la-Demi-Lune                       |                                                | aucun (défaites en barrages)                        |
| 1994-1995                                      | US Mios (2)                                    | HBC Nîmes                                      | Le Havre/ESMGO et Kingersheim                  | 2 : Mios-Biganos et Nîmes                           |
| 1995-1996                                      | SA Mérignac                                    | AS Bondy                                       | ?                                              | 2 : Mérignac et Bondy                               |
| Division 2 (organisé par la FFHB)              |                                                |                                                |                                                |                                                     |
| 1996-1997                                      | HBC Nîmes                                      | HBC Kingersheim                                | Handball club conchois                         | 2 : Nîmes, Kingersheim                              |
| 1997-1998                                      | AS Bondy                                       | Cercle Dijon Bourgogne                         | Toulon Var Handball                            | 2 : Bondy, Dijon                                    |
| 1998-1999                                      | SA Mérignac (2)                                | Toulon Var Handball                            | Toulouse Féminin Handball                      | 3 : Mérignac, Toulon, Toulouse                      |
| 1999-2000                                      | ASUL Vaulx-en-Velin                            | A.L. Bouillargues                              | CJF Fleury-les-Aubray                          | 3 : Vaulx-en-Velin, Bouillargues et Fleury          |
| 2000-2001                                      | Issy-les-Moulineaux HBF                        | US Alfortville                                 | Le Havre AC Handball                           | 2 : Issy et Alfortville                             |
| 2001-2002                                      | Le Havre AC Handball                           | SC Angoulême                                   | ESC Yutz                                       | 2 : Le Havre et Angoulême                           |
| 2002-2003                                      | CJF Fleury-les-Aubrais                         | US Mios-Biganos                                | US Alfortville                                 | 2 : Fleury et Mios-Biganos                          |
| 2003-2004                                      | Aunis La Rochelle-Périgny                      | ESC Yutz                                       | US Alfortville                                 | 2 : La Rochelle et Yutz                             |
| 2004-2005                                      | HOC Saint-Cyr-sur-Mer                          | CA Béglais                                     | ASUL Vaulx-en-Velin                            | 2 : Saint-Cyr et Bègles                             |
| 2005-2006                                      | Handball Plan-de-Cuques                        | Issy-les-Moulineaux                            | Aunis La Rochelle-Périgny                      | 2 : Plan-de-Cuques et Issy                          |
| 2006-2007                                      | SC Angoulême                                   | CS Vesoul Haute-Saône                          | Aunis La Rochelle-Périgny                      | 2 : Angoulême et Vesoul                             |
| 2007-2008                                      | Arvor 29                                       | Toulon Saint-Cyr Var Handball                  | ESC Yutz                                       | 2 : Arvor et Toulon                                 |
| 2008-2009                                      | Mérignac Handball (3)                          | Toulouse Féminin Handball                      | ESC Yutz                                       | 1 : Toulouse                                        |
| 2009-2010                                      | Issy Paris Hand (2)                            | Cergy-Pontoise HB                              | ES Besançon                                    | 3 : Issy, Cergy et Besançon                         |
| 2010-2011                                      | Noisy-le-Grand handball                        | CA Béglais                                     | HB Octeville-sur-Mer                           | Aucun                                               |
| 2011-2012                                      | OGC Nice Côte d'Azur (2)                       | Cergy-Pontoise HB                              | Chambray Touraine Handball                     | 1 : Nice                                            |
| 2012-2013                                      | Nantes Loire Atlantique HB                     | Mérignac Handball                              | Cergy-Pontoise HB                              | 1 : Nantes                                          |
| 2013-2014                                      | Cercle Dijon Bourgogne (2)                     | Noisy-le-Grand handball                        | Yutz handball féminin                          | 1 : Dijon                                           |
| 2014-2015                                      | ES Besançon                                    | Brest Bretagne Handball                        | AS Cannes HB                                   | 1 : Besançon                                        |
| 2015-2016                                      | Brest Bretagne Handball (2)                    | Chambray Touraine Handball                     | Drôme Handball Bourg-de-Péage                  | 3 : Brest, Chambray et HBC Celles/Belle             |
| 2016-2017                                      | Bourg-de-Péage Drôme Handball                  | Entente Noisy/Gagny                            | Le Havre AC Handball                           | 2 : Bourg-de-Péage et Le Havre                      |
| 2017-2018                                      | Mérignac Handball (4)                          | Handball Plan-de-Cuques                        | HBC St-Amand Porte du Hainaut                  | 1 : HBC St-Amand Porte du Hainaut                   |
| 2018-2019                                      | Mérignac Handball (5)                          | HBC Celles-sur-Belle                           | Handball Plan-de-Cuques                        | 1 : Mérignac Handball                               |
| 2019-2020                                      | Championnat arrêté en raison du Covid-19       | Championnat arrêté en raison du Covid-19       | Championnat arrêté en raison du Covid-19       | 2 : Plan-de-Cuques et St-Amand                      |
| 2020-2021                                      | HBC Celles-sur-Belle                           | Le Havre AC Handball                           | -                                              | 1 : HBC Celles-sur-Belle                            |
| 2021-2022                                      | Saint-Amand Handball                           | Stella Saint-Maur Handball                     | Sambre Avesnois Handball                       | 1 : Saint-Amand Handball                            |
| Division 2 (organisé par la LFH)               |                                                |                                                |                                                |                                                     |
| 2022-2023                                      | Stella Saint-Maur                              | Achenheim Truchtersheim                        | Noisy-le-Grand handball                        | 2 : Stella Saint-Maur et Achenheim Truchtersheim    |
| 2023-2024                                      | Sambre Avesnois Handball                       | Stade pessacais UC                             | HBC Celles-sur-Belle                           | 1 : Sambre Avesnois Handball                        |
| 2024-2025                                      | Le Havre AC (2)                                | Nantes Handball Féminin                        | HB Clermont AM 63                              | 1 : Le Havre AC                                     |
| 2025-2026                                      | -                                              | -                                              | -                                              | 1 : -                                               |